# TR-125
TR-125 (Tanc Romanesc 125, на български: румънски танк-125) е основен боен танк, модификация на съветския Т-72. Танкът е произведен в Румъния само с румънски части. Числото 125 означава 125 mm A555 гладкостволно танково оръдие. Сегашното му обозначение е P-125.

## История
В края на 70-те и началото на 80-те години на 20 век СССР снабдява Румъния с 30 танка Т-72. Планира се и масово производство в самата страна и тъй като Румъния има традицията да произвежда само оръжие със собствени части, разработването на собствен вариант на Т-72 започва през средата на 80-те години. Направени са три прототипа (пет според други източници), които са тествани.

## Характеристика
Модификацията има подобрено окачване със 7 двойки колела, за разлика от Т-72 и на повечето танкове базирани на него, които имат по 6 двойки колела. Това позволява разтеглянето на корпуса с 1 m и вграждането на по-мощен дизелов двигател 8VSA3. Във въоръжението влиза и остарялата картечница ДШКМ, която служи за отбрана от самолети. ДШКМ е подобрена с допълнителна броня. С тези промени теглото на танка се увеличава от 41,5 до 50 t.

## Оператори
- Румъния – 3 до 5 прототипа